# 川道麟太郎
川道麟太郎（かわみち りんたろう、1942年- ）は、日本の建築学者、歴史学者。

## 略歴
神戸市生まれ。1966年京都工芸繊維大学卒、大阪大学大学院工学研究科修士課程修了。1980年「高密度生活空間における集団密度の影響に関する研究」で工学博士。関西大学工学部助教授、教授を務める。2006年依願退職。建築論・建築計画学専攻。退職後は西郷隆盛について調べ著作をなしている。

## 著書
- 『雁行形の美学 日本建築の造形モチーフ』彰国社 2001
- 『西郷「征韓論」の真相 歴史家の虚構をただす』勉誠出版 2014
- 『「征韓論政変」の真相 歴史家の史料批判を問う』勉誠出版 2015
- 『西郷隆盛―手紙で読むその実像』ちくま新書 2017